# حسين عبد الواحد خلف
حسين عبد الواحد (ولد في 19 كانون الثاني / يناير 1993 في البصرة، العراق) هو لاعب كرة قدم عراقي يلعب في مركز خط الوسط. وهو يلعب حاليا لصالح نادي الميناء في العراق.

## المسيرة الاحترافية

### أندية لعب لها
- نادي الميناء
- نادي الشرطة
- نادي زاخو

## المشاركة الدولية لأول مرة
على المستوى الدولي شارك حسين في أول مباراة دولية منتخب بيرو في 4 أيلول / سبتمبر 2014 في مباراة ودية انتهت 0-2 في بيرو.

## روابط خارجية
- حسين عبد الواحد خلف على موقع Soccerway.com (الإنجليزية)
- حسين عبد الواحد خلف على موقع كووورة